# Radiostacja RRC-9500
Radiostacja RRC–9500 – ultrakrótkofalowa radiostacja nadawczo-odbiorcza stosowana w Siłach Zbrojnych Rzeczypospolitej Polskiej.

## Charakterystyka
Radiostacja produkcji polskiej. Jest radiostacją pokładową czołgów, wozów opancerzonych i wozów dowodzenia.
Posiada wysoki stopień zabezpieczenia przed przeciwdziałaniem radioelektronicznym. Radiostacja jest urządzeniami pracującymi analogowo i cyfrowo. Do analogowych modulacji sygnałów dodane zostały modulacje cyfrowe. Zachowanie analogowego trybu pracy służy do utrzymania możliwości współpracy z radiostacjami analogowymi. Oprócz transmisji analogowych w radiostacjach wprowadzono transmisje pakietowe.
| Dane taktyczno–techniczne   | Dane taktyczno–techniczne            |
| --------------------------- | ------------------------------------ |
| Rodzaj                      | pokładowa                            |
| Zakres częstotliwości pracy | 30–88 MHz                            |
| odstęp kanałowy             | kanały co 25 kHz                     |
| Rodzaje, techniki pracy     | FH, FCS, DFF                         |
| rodzaje emisji i pracy      | telefonia F3E; transmisja danych F1D |
| Moc toru nadawczego         | 50 W                                 |
| Wymiary                     | 300 × 138 × 340                      |
| Ciężar                      | 13 kg                                |
| Napięcie zasilania          | 24 V                                 |